# Opasno dlja žizni!
Opasno dlja žizni! (Опасно для жизни!) è un film del 1985 diretto da Leonid Iovič Gajdaj.

## Trama
Il film racconta di un uomo perbene di nome Spartak Molodtsov, che ha scoperto improvvisamente un filo di linea ad alta tensione, a seguito del quale la sua vita è stata deragliata.